# Siedliska Tomaszowskie
Siedliska Tomaszowskie – przystanek osobowy w Siedliskach, w gminie Lubycza Królewska, w powiecie tomaszowskim, w województwie lubelskim, w Polsce. Został otwarty w maju 1968 roku przez Polskie Koleje Państwowe.

## Ruch pasażerski
| Rok  | Wymiana pasażerska na dobę |
| ---- | -------------------------- |
| 2017 | 0-9                        |
| 2022 | 0-9                        |